# Aue Rüssegg
Die Aue Rüssegg – auch als Aue Reussegg bezeichnet – ist eine Flusslandschaft an der Reuss bei der Ortschaft Reussegg im Schweizer Kanton Aargau und als Naturschutzgebiet von kantonaler Bedeutung eine Teilfläche des dezentralen Auenschutzparks Aargau.
Das von der Schweizer Naturschutzorganisation Pro Natura betreute Reservat liegt in der Landschaftsschutzzone «Reusslandschaft», die im Bundesinventar der Landschaften und Naturdenkmäler von nationaler Bedeutung ausgewiesen ist, und mit seinem grössten Teil auch im besonders wertvollen Smaragd-Schutzgebiet «Reusstal».

## Geografie
Das etwa 20 Hektar grosse Schutzgebiet umfasst einen Abschnitt der ausgedehnten Flussebene an der Reuss unterhalb des Weilers Reussegg, der westlich der Flussniederung auf einer etwa zehn Meter hohen Geländeterrasse liegt und zur Gemeinde Sins gehört. Das Flussbett, in dessen Mitte die Grenze zwischen dem Aargau und dem Kanton Zug verläuft, ist seit grossen Bauprojekten zum Schutz vor Hochwasser ein begradigter Kanal mit befestigten Ufern und hohen Dämmen auf beiden Seiten. Eine benachbarte Uferzone auf der anderen Seite der Reuss, gegenüber von Reussegg und auf dem Gebiet der Zuger Gemeinde Hünenberg gelegen, ist als Schutzgebiet «Hünenberg Reussweiden» im Bundesinventar der Auengebiete von nationaler Bedeutung verzeichnet. In dieses nationale Inventar der besonders schützenswerten Flussgebiete wurde die Aue Rüssegg bisher nicht aufgenommen, weil sie in der Zeit, als das Inventarwerk entstand, noch kein ökologisch wertvolles Schutzgebiet war, sondern als landwirtschaftliches Kulturland diente.
Das Schutzgebiet enthält zwei unterschiedlich grosse Teilflächen. Der nördliche und grössere Abschnitt umfasst die Auenzone (auf 391 m ü. M.) zwischen der Reuss und dem Hangfuss bei Reussegg und der kleinere Teil ein Feuchtgebiet in der Nähe der Kläranlage von Sins.

## Renaturierung

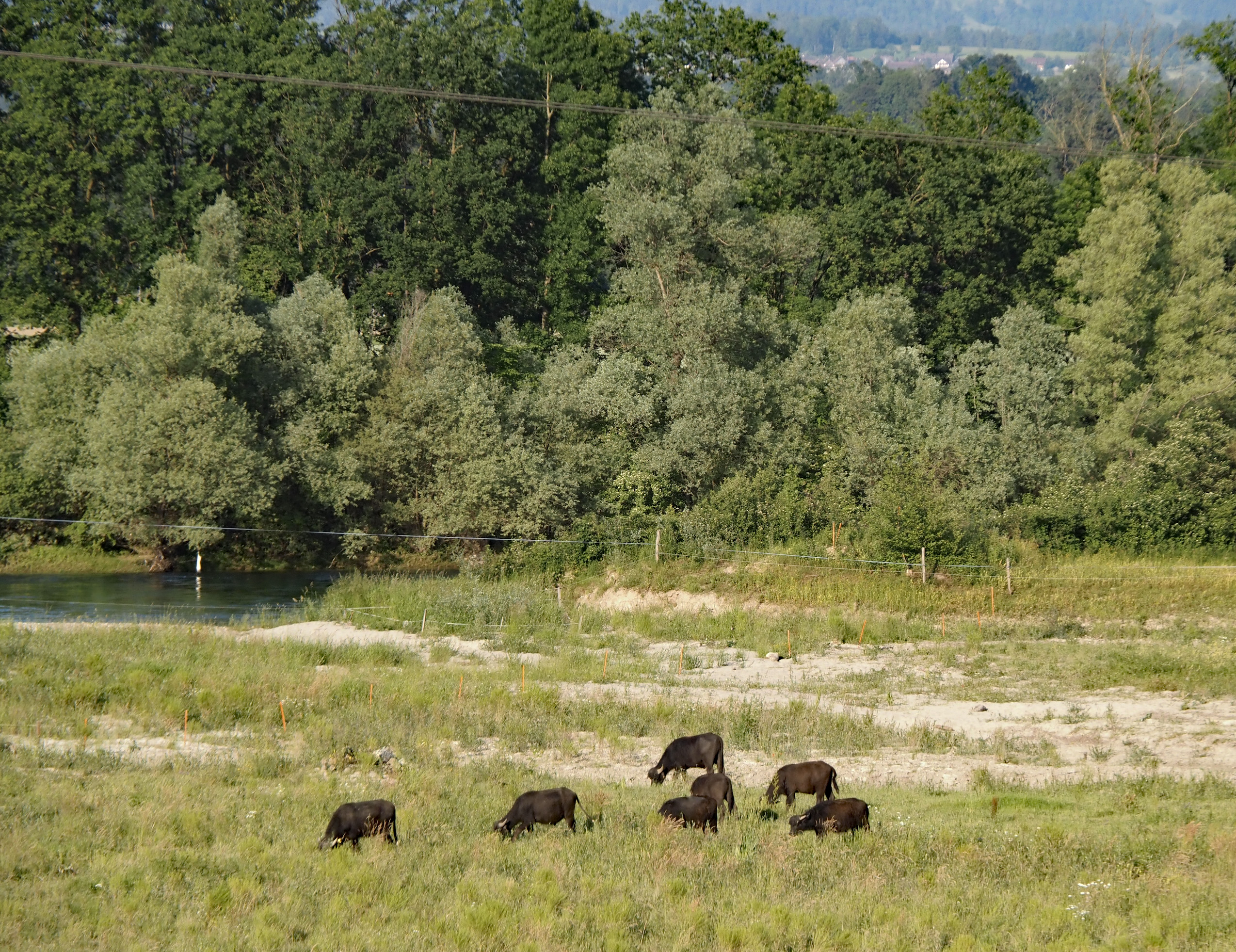
Weide für Wasserbüffel in der Flussaue

2001 nahm der Kanton Aargau die Landschaft des Reussegger Schachens in den Richtplan des kantonalen Auenschutzparks auf. Als der Kanton und Pro Natura in den folgenden Jahren mit einem Landwirt aus Sins einen Tausch von Kulturland vereinbaren konnten, war der Weg frei für die Planung eines umfassenden Meliorationsprojekts in der Auenlandschaft, das bis 2021 ausgeführt wurde. Von 2019 bis 2024 liess die Abteilung Landschaft und Gewässer des aargauischen Departements Bau, Verkehr und Umwelt neue Auengewässer und einen Seitenarm des Flusses anlegen und die festen Uferverbauungen stellenweise entfernen, damit die Reuss mit der natürlichen Flussdynamik das Gebiet wieder besser überfluten kann.
Zwei im geplanten Auenschutzgebiet bestehende Pumpwerke, die Trinkwasser aus dem Grundwasserstrom unter der Reussebene schöpfen, sollten gemäss dem Richtplan entfernt und durch eine neue Wasserfassung an anderer Stelle ersetzt werden, wogegen sich die Wasserversorgungsgenossenschaft Auw und die Gemeinde Auw (Aargau) mit Beschwerden bis vor das Schweizerische Bundesgericht wehrten. Dessen öffentlich-rechtliche Abteilung wies mit Urteil vom 11. Juni 2013 die Beschwerde ab und stützte die Auffassung der Vorinstanz, dass die Entfernung der Pumpstationen wegen der freien Fliessdynamik im Schutzgebiet nötig sei.
Am 24. August 2024 fand nach dem Ende der Bauarbeiten ein öffentlicher Anlass statt, an welchem noch ein Stück des linksufrigen Seitendammes durchbrochen und das neue Nebengewässer geöffnet wurde.
Um die offene Auenlandschaft zu erhalten, nutzt Pro Natura Aargau die Wiesen und Feuchtgebiete als extensive Weideflächen für Wasserbüffel eines Landwirtschaftsbetriebs in Sins.